# Ладога-Трофи
"Ладога-Трофи — российское внедорожное мероприятие, известное в мире и одно из самых известных в России. История трофи-рейда «Ладога» началась в 1997 году. Именно тогда возникла идея организовать в России внедорожное мероприятие, подобное известному во всём мире «Camel Trophy». Уже в первые годы своего существования Ладога-Трофи стала международным соревнованием.

## История
Первые 15 лет Ладога-Трофи развивалась в основном за счёт спортсменов, которые приезжали соревноваться на бездорожье и составляли существенную долю участников, но в дальнейшем основой Ладога-Трофи постепенно становились туристы. С 2018 года большая часть участников приезжает на фестиваль с целью автомототуризма, их основной целью является знакомство с историей, природой и культурой Приладожья.
В 2018 году Ладога сменила своё название с «Трофи-рейд Ладога» на «Фестиваль Ладога-Трофи», что подчеркнуло её разноплановость и ориентированность на развитие не только внедорожной составляющей, но и внутреннего туризма. Кроме автомобилей, мотоциклов, квадроциклов и вездеходов в фестивале Ладога-Трофи стали принимать участие велосипедисты и любители бега по пересеченной местности - трейлраннеры

## Группы и категории
Участники Ладога-Трофи делятся на категории и группы в зависимости от техники на которой они участвуют: спортивные автомобили, вездеходы, квадроциклы, мотоциклы, обычные автомобили, велосипеды и т. п. Также деление на группы зависит от цели участия: преодоление дистанции на секундомер, преодоление дистанции на факт прохождения, соревнование в дисциплине спортивный туризм, автотуризм и т. д. В разные годы название, состав и цели категорий менялись. В 2019 году на фестивале Ладога-Трофи было 17 категорий — от профессиональных участников на подготовленной технике, до новичков, приехавших с семьями на легковых машинах.
Долгое время Ладога-Трофи начинался с церемонии старта на Исаакиевской площади в Санкт-Петербурге. Данная традиция прервалась в ковидный период 2020—2021 годов.

## Маршрут
Маршрут фестиваля Ладога-Трофи проходит по территории Ленинградской области и Республики Карелия. Протяжённость маршрута зависит от зачётной категории и колеблется от 1200 до 2500 километров. Официальный регламент фестиваля содержит специальный раздел, направленный на охрану природы Ладожского озера и его побережья.

## Команда организаторов
У истоков создания трофи-рейда Ладога стояли основатели Санкт-Петербургского «Офф-роуд клуба»: Юрий Овчинников, Анатолий Молчанов и Александр Дерюгин. В 2000-х годах к команде руководителей Ладоги присоединился Дмитрий Овчинников. В силу разных причин с течением времени все они отошли от организации Ладога-Трофи. Александр Дерюгин покинул команду организаторов в 2010-х годах. Юрий Овчинников, являвшийся негласным символом Ладоги и автором трасс, перестал руководить фестивалем в 2018 году. Анатолий Молчанов не принимает участие в работе над Ладогой с 2020 года. Дмитрий Овчинников решил покинуть команду организаторов осенью 2022 года. Таким образом, в конце 2022 года, команда, стоящая у руля Ладога-Трофи существенно обновилась.
Осенью 2022 года руководство фестивалем принял на себя Андрей Буштаренко — чемпион России по трофи-рейдам и автопутешественник. С 2004 года он был участником Ладоги, а с 2015 являлся руководителем туристического направления Ладога-Трофи.

## Критика
В 2012 году один из маршрутов трофи-рейда «Ладога» должен был проходить вблизи гидрологического памятника природы «Белые мосты», и Питкярантское центральное лесничество согласовало маршрут в обход памятника природы. Однако некоторые из участников состязаний отклонились от маршрута, съехали к реке Кулисмайоки, проехали мимо водопадов по руслу реки на автомобилях повышенной проходимости, для подъёма использовали лебёдки, повредили кору деревьев на территории памятника природы. Приняв во внимание обязанность организаторов соревнований контролировать соблюдение участниками требований экологического и водного законодательства, карельские власти наложили на организаторов — петербургскую общественную организацию «Офф роуд клуб» — штраф 200 тысяч рублей.
В 2022 году часть маршрута соревнований проходила в непосредственной близости от особо охраняемой природной территории «Уксинская озовая гряда». На основе жалоб местных жителей работники Кяснясельгского участкового лесничества в Суоярвском районе провели проверку и обнаружили следы внедорожников в прибрежных полосах озёр, зафиксировали уничтожение лесной подстилки, мха и других лесных ресурсов. Минприроды Карелии и природоохранная прокуратура возбудили против организаторов трофи-рейда дело об административном правонарушение и назначили штраф. С организаторов собираются взыскать более 3,5 млн рублей за причиненный ущерб природе.